# Сасик (Крим)
Саси́к, Саси́к-Сива́ш (крим. Sasıq, Sasıq Sıvaş) — лиман лагунного типу, або солоне озеро на Кримському півострові, Україна. Знаходиться в Євпаторійському районі Автономної Республіки Крим між містами Євпаторія та Саки.
Площа 71—75 км², глибина до 1,5 м, рівень на 0,6 м нижчий від рівня Чорного моря. Озеро розташоване в селі Прибережне. Довжина 14 км, найбільша ширина до 9 км. Солоність від 90 до 160 ‰. Утворилося з лагуни Каламітської затоки Чорного моря, від якої відділене широким пересипом. На півночі та заході — дуже довгі вузькі затоки.
Від моря озеро відділене пересипом завширшки 0,9—1,7 км. Живлення озера відбувається в основному за рахунок підземних джерел та фільтрації морської води через пересип. Влітку площа значно зменшується, солоність води збільшується.
У 2025 році «водоймище просто висохло».